# Hexatoma masakii
Hexatoma masakii là một loài ruồi trong họ Limoniidae. Chúng phân bố ở miền Cổ bắc.